# Lista över svenska ordaccentsskilda minimala par
Ordaccentsskilda minimala par i sverigesvensk standardsvenska är ordformer vars betydelser skiljer sig åt beroende på med vilken tonaccent/ordaccent de uttalas. De respektive uttalsformerna på varje rad i nedanstående lista bildar minimala par: utöver skillnaden i tonaccent har de samma segmentella fonem. Listan är ordnad alfabetiskt efter andra kolumnen. Svenska språkliga varieteter som är utpräglade folkmål har ej beaktats. Listan är inte relevant för finlandssvensk standardsvenska (högsvenska), som saknar ordaccent, eller för de dialekter i Finland som saknar ordaccent.

## Tveksamma fall
Minimala ordpar som skulle kunna ifrågasättas av fonologiska skäl eller på grund av osäker ställning i standardsvenska har bedömts enligt nedanstående kriterier.

### Fonologiskt tveksamma fall

#### Sammanfall av kort /e/ och kort /ɛ/
Några av ordparen i listan (som etter–ätter) utgör minimala par i de varieteter av standardsvenska som har sammanfall av den korta allofonen av fonemet /e/ och den korta allofonen av fonemet /ɛ/ (kort ä). Detta sammanfall finns hos de svensktalande som uttalar sett och sätt med samma vokalljud. Eftersom sammanfallet finns i de flesta svensktalandes idiolekt tas minimala par som uppkommit genom sammanfallet med i listan.

#### Sammansatta ord av typen ”norrmän”
Några ordpar som normen–norrmän kan ifrågasättas eftersom ordet som har akut accent kan uttalas med ett schwa i andra stavelsen: normen kan uttalas [ˈnɔrmən]. Det är tveksamt huruvida ord med grav accent som norrmän kan uttalas med schwa i andra stavelsen. Den fonologiska orsaken till att minimala par som normen–norrmän är tveksamma är att senare ledet i ett ord med grav accent uppbär bitryck, en ganska stark betoning, medan det senare ledet i ett ord med akut accent är obetonat. Icke sammansatta standardsvenska ord har i princip tre kontrasterande vokaler i obetonad stavelse (fasar–fasor–faser), medan sammansatta ord med grav accent har samma fonematiska vokalkontraster i stavelse med bitryck som i stavelse som uppbär huvudtryck, alltså åtta eller nio korta vokalallofoner. Den fullständiga uppsättningen vokaler i andra ledet av sammansatta ord med grav accent visas av ordpar som halvtom–halvtum, helrätt–helrött och jätterisk–jätterysk. Sålunda är det osäkert huruvida ett ord som norrmän endast skiljs från normen genom ordaccenten; visserligen kan man uttala båda orden med samma vokalkvalitet i andra stavelsen, men normen torde dessutom kunna uttalas med andra stavelsens vokal reducerad till schwa, vilket norrmän troligen inte kan. Jämför helrätt, där ett uttal med schwa skulle leda till att kontrasten helrätt–helrött förloras. Eftersom uttal av normen och norrmän med samma vokalkvalitet i andra stavelsen är möjligt är det dock försvarligt att ta med sådana ordpar i listan.

#### Vardagliga men språkhistoriskt korrekta uttal
I nutida talad standardsvenska har vissa ord två uttalsvarianter: dels ett läsuttal som helt motsvarar skriftbilden (och ofta är ett avsteg från den naturliga språkutvecklingen), dels ett språkhistoriskt sett mer naturligt uttal. Det senare slaget av uttal medtas i listan endast om det passerar helt obemärkt i standardsvenskt tal utan att ge ett dialektalt eller vardagligt intryck. Därför medtas paret fredag – freda, men inte ruter (spelkortsfärg) – ruter (glasrutor), eftersom glasruter, ehuru språkhistoriskt korrekt, idag anses vardagligt. Uteslöte man de mer lediga standardsvenska uttalsvarianterna bortfölle även minimala par som fredag – freda.

### Begränsad förekomst i standardsvenska
Ovanliga ord som inte har använts i hela svenska språkområdet tas med om de:
1. har en viss regional spridning snarare än att de är begränsade till lokala folkmål (sockenmål)
2. har förekommit i tryckt skrift (på rikssvenska) och inte blott finns i forskares uppteckningar från 1800‐ och 1900‑talens räddningsaktioner för genuina folkmål
3. inte försvunnit med genuina folkmåls utdöende utan överlevt i utjämnad dialekt/regional standardsvenska (som är folkmålens efterföljare)
4. behandlas som uppslagsord i Svenska Akademiens ordbok och jämförbara källor utan att där bedömas som helt folkmålsartade.

## Icke medtagna minimala par
Böjningsformer som vid en påvisbar tidpunkt slutat användas i standardsvenska medtages ej. Sålunda medtages ej ordparet bären plockades – bären varandras bördor. Former av presens konjunktiv (optativ) och preteritum konjunktiv medtages dock, eftersom konjunktiv inte helt slutat användas i standardsvensk normalprosa.
Egennamn som inte är etablerade på svenska medtas ej. Där finns en obebodd ö i Tonga som heter Late vilket troligen skulle uttalas Láte om det tillfälligt nämndes i svenskt tal, men det betyder inte att namnet bildar ett minimalt par med svenska late (den late mannen). I listan medtas däremot utländska egennamn som är etablerade på svenska. Elsass och Elsas är alltså ett par.
I de fall varest båda orden i ett minimalt par är substantiv (till exempel anden – anden) finns också motsvarande s‑genitivpar (andens – andens), men dessa har utelämnats ur listan.
Ordformer som enbart är kända från folkmålsuppteckningar och ‑litteratur har utelämnats ur listan.

## Ordaccentsskilda minimala par
| Akut accent (accent I) | Grav accent (accent II) | Noter akut                                                  | Noter grav                                                          |  |
| ---------------------- | ----------------------- | ----------------------------------------------------------- | ------------------------------------------------------------------- |  |
| agar                   | agar                    |                                                             |                                                                     |  |
| Agnes                  | Agnes                   | namnet Agnes                                                | s-genitiv av namnet Agne                                            |  |
| akter                  | akter                   |                                                             |                                                                     |  |
| almen                  | allmän                  |                                                             |                                                                     |  |
| A:na                   | ana                     |                                                             |                                                                     |  |
| anden                  | anden                   |                                                             |                                                                     |  |
| Ares                   | Ares                    |                                                             |                                                                     |  |
| asen                   | asen                    |                                                             |                                                                     |  |
| asken                  | asken                   |                                                             | askdungar                                                           |  |
| axel                   | Axel                    |                                                             |                                                                     |  |
| Babben                 | babben                  | Babben Larsson                                              | nedsättande ord för invandrare                                      |  |
| backen                 | backen                  | backväxeln; flaskbacken                                     |                                                                     |  |
| balen                  | balen                   |                                                             |                                                                     |  |
| ballen                 | ballen                  | rundade mjukdelen på hovens baksida                         |                                                                     |  |
| banen                  | banen                   | ståthållare                                                 |                                                                     |  |
| B:na; bena             | bena                    |                                                             |                                                                     |  |
| Bingen                 | bingen                  | helgonet Hildegards hem                                     | spanmåls/potatis-låren                                              |  |
| biten                  | biten                   |                                                             |                                                                     |  |
| björken                | björken                 |                                                             | plural av björke; björklund                                         |  |
| bleken                 | bleken                  | bestämd form pluralis av blek, stiltje                      | bestämd form pluralis av bleke, kalkslam                            |  |
| bleket                 | bleket                  | tillståndet av stiltje över kustvatten                      | kalkslam                                                            |  |
| blänket                | blänket                 | glimten                                                     | fiskedraget                                                         |  |
| boken                  | boken                   |                                                             | halvskämd, mer än övermogen; bestämd form pluralis av boke, bokskog |  |
| bona                   | bona                    |                                                             |                                                                     |  |
| bonas                  | bonas                   | genitiv                                                     | passiv presens av bona                                              |  |
| borsten                | borsten                 |                                                             |                                                                     |  |
| brassen                | brassen                 |                                                             | brasilianaren                                                       |  |
| breven                 | brevvän                 |                                                             |                                                                     |  |
| brister                | brister                 |                                                             |                                                                     |  |
| brunnen                | brunnen                 |                                                             |                                                                     |  |
| brynen                 | brynen                  | smala gränsområden: skogs-/vattenbrynet; ögonbrynet         |                                                                     |  |
| brynet                 | brynet                  | smala gränsområden: skogs-/vattenbrynet; ögonbrynet         |                                                                     |  |
| bunden                 | bunden                  | 100 trådar i vävning (bestämd form pluralis)                |                                                                     |  |
| buren                  | buren                   |                                                             |                                                                     |  |
| busen                  | busen                   | busstrecken                                                 |                                                                     |  |
| bågen                  | bågen                   | bluffarna                                                   |                                                                     |  |
| busken                 | busken                  | kortform av buskteatern                                     |                                                                     |  |
| byken                  | byken                   | tvätten                                                     | pöbelhopar                                                          |  |
| bälten                 | bälten                  |                                                             |                                                                     |  |
| bessen                 | bässen                  | bestämd form pluralis av bess                               | gumsen                                                              |  |
| böken                  | böken                   |                                                             | bestämd form pluralis av böke, bokskog                              |  |
| böket                  | böket                   |                                                             | bokskogen                                                           |  |
| dillen                 | dillen                  |                                                             | överdrivna intressen (av Delirium tremens)                          |  |
| dragen                 | dragen                  | vinddragen; fiskedragen                                     | perfekt particip av dra; lätt berusad                               |  |
| draget                 | draget                  | vinddraget; fiskedraget                                     | perfekt particip av dra                                             |  |
| driven                 | driven                  | bestämd form pluralis av driv                               | erfaren                                                             |  |
| drivet                 | drivet                  | farten, flytet                                              | perfekt particip av driva                                           |  |
| droppen                | droppen                 |                                                             |                                                                     |  |
| eder                   | eder                    | gammal form av er                                           |                                                                     |  |
| eken                   | eken                    |                                                             | plural av eke; eklund                                               |  |
| Elsass                 | Elsas                   |                                                             |                                                                     |  |
| E:na                   | ena                     |                                                             |                                                                     |  |
| Enar                   | enar                    |                                                             |                                                                     |  |
| enen                   | enen                    |                                                             | plural av ene; enbuskdunge                                          |  |
| S:en; Essen; ässen     | essen                   |                                                             | vara i sina essen                                                   |  |
| fallen                 | fallen                  |                                                             |                                                                     |  |
| fallet                 | fallet                  | bestämd form av fall                                        | neutrum av fallen                                                   |  |
| faren                  | faren                   |                                                             |                                                                     |  |
| fäster                 | fester                  |                                                             |                                                                     |  |
| fiken                  | fiken                   |                                                             | lysten                                                              |  |
| Fiskars                | fiskars                 | ort i Nyland                                                |                                                                     |  |
| fisken                 | fisken                  |                                                             | plural av fiske                                                     |  |
| flotten                | flotten                 |                                                             |                                                                     |  |
| F:en                   | FN                      |                                                             |                                                                     |  |
| fonen                  | fånen                   | språkljudet; enheten för att mäta språkljud                 |                                                                     |  |
| fredag                 | freda                   |                                                             |                                                                     |  |
| fången                 | fången                  | bestämd plural av fång                                      |                                                                     |  |
| fånget                 | fånget                  | bestämd singular av fång                                    | av fången (adj.): lätt fånget lätt förgånget                        |  |
| fällen                 | fällen                  | bestämd singular av fäll                                    | hygge vindfällen                                                    |  |
| festen                 | fästen                  |                                                             |                                                                     |  |
| fören                  | fören                   |                                                             | av före: glid på skidor                                             |  |
| förut                  | förut                   | föröver                                                     |                                                                     |  |
| gifter                 | gifter                  |                                                             |                                                                     |  |
| giftet                 | giftet                  |                                                             |                                                                     |  |
| J:na                   | gina                    |                                                             | grov talja; att gena                                                |  |
| given                  | given                   |                                                             | perfekt particip av ge                                              |  |
| ljusen                 | gjusen                  |                                                             |                                                                     |  |
| Juthas                 | gjutas                  |                                                             |                                                                     |  |
| gripen                 | gripen                  |                                                             |                                                                     |  |
| gången                 | gången                  |                                                             | passerad (i tiden)                                                  |  |
| Hagar                  | hagar                   | Abrahams tjänsteflicka                                      | Betesmark                                                           |  |
| Hagen                  | hagen                   | svensk släkt                                                |                                                                     |  |
| haken                  | haken                   | skårorna, urtagningarna; danslokalerna                      |                                                                     |  |
| Hakkas                 | hackas                  |                                                             |                                                                     |  |
| Hajas                  | hajas                   |                                                             |                                                                     |  |
| Hannes                 | Hannes                  |                                                             |                                                                     |  |
| heden                  | heden                   |                                                             | hednisk: i heden tid                                                |  |
| Hjälmar                | hjälmar                 | Namn skapat under nordiska namnrenässansen                  |                                                                     |  |
| huggen                 | huggen                  |                                                             |                                                                     |  |
| hugget                 | hugget                  |                                                             |                                                                     |  |
| hyllen                 | hyllen                  | flädern                                                     |                                                                     |  |
| hållen                 | hållen                  |                                                             |                                                                     |  |
| hållet                 | hållet                  |                                                             | perfekt particip av hålla                                           |  |
| H:na                   | håna                    |                                                             |                                                                     |  |
| Hellas                 | hällas                  |                                                             |                                                                     |  |
| hänget                 | hänget                  |                                                             |                                                                     |  |
| högre                  | högre                   |                                                             | mannen till höger om den vänstre                                    |  |
| hörda                  | Hörda                   |                                                             | by i Östra Torsås socken                                            |  |
| iden                   | iden                    | fisken                                                      | vinterbon för björnar                                               |  |
| I:na                   | Ina; ina                |                                                             | kvinnonamn; surra (som en mygga)                                    |  |
| inför                  | inför                   |                                                             | presens/imperativ av införa                                         |  |
| ljuden                 | juden                   |                                                             |                                                                     |  |
| jeten                  | jätten                  |                                                             |                                                                     |  |
| Kalla                  | kalla                   |                                                             |                                                                     |  |
| Kallas                 | kallas                  |                                                             |                                                                     |  |
| kallen                 | kallen                  | livsuppgifterna                                             | hjälpredan (bollkallen, hoppilandkallen)                            |  |
| karaten                | karaten                 | guldhalten                                                  | kampsporten                                                         |  |
| kasen                  | kasen                   | den vunna marken i pärk                                     |                                                                     |  |
| katten                 | katten                  |                                                             | kraftuttryck                                                        |  |
| klabben                | klabben                 | bestämd form pluralis av klabb, helhet                      | träklumpen                                                          |  |
| klaven                 | klaven                  |                                                             |                                                                     |  |
| knallen                | knallen                 |                                                             |                                                                     |  |
| knuten                 | knuten                  |                                                             |                                                                     |  |
| kubben                 | kubben                  |                                                             | huggkubben, vedkubben                                               |  |
| kullen; Kullen         | kullen                  |                                                             | det lilla berget                                                    |  |
| kåren                  | kåren                   |                                                             |                                                                     |  |
| LASen                  | lasen                   |                                                             | tyglappen                                                           |  |
| laven                  | laven                   |                                                             |                                                                     |  |
| leder                  | leder                   |                                                             |                                                                     |  |
| leven                  | leven                   | brödkakan; valutan                                          |                                                                     |  |
| liden                  | liden                   |                                                             |                                                                     |  |
| Ligga                  | ligga                   |                                                             |                                                                     |  |
| liken                  | liken                   | bestämd form pluralis av lik                                | den jämbördige eller jämnstarke                                     |  |
| loden                  | loden                   |                                                             |                                                                     |  |
| lommen                 | lommen                  |                                                             |                                                                     |  |
| Lukas                  | lukas                   |                                                             | rensas från ogräs                                                   |  |
| lumpen                 | lumpen                  |                                                             |                                                                     |  |
| löpet                  | löpet                   | loppet, löpsedeln                                           | ystningsenzymet                                                     |  |
| malen                  | malen                   |                                                             |                                                                     |  |
| marker                 | marker                  | även plural av mark (viktenhet)                             |                                                                     |  |
| massa                  | massa                   | ”negrernas tilltalsord till vit man” (SAOB:s definition)    |                                                                     |  |
| matten                 | matten                  | schackvinsten                                               | matematiken; matmodern                                              |  |
| missen                 | missen                  |                                                             |                                                                     |  |
| mjölken                | mjölken                 |                                                             |                                                                     |  |
| modet                  | modet                   |                                                             |                                                                     |  |
| moppen                 | moppen                  |                                                             |                                                                     |  |
| mullen                 | mullen                  |                                                             | fisken av släktet Mullus; skogsmullen                               |  |
| Murad                  | murad                   |                                                             |                                                                     |  |
| månen                  | månen                   | omfattningen; jordmånen                                     |                                                                     |  |
| Märet                  | märet                   |                                                             | gränslinjen                                                         |  |
| namnen                 | namnen                  |                                                             |                                                                     |  |
| nappen                 | nappen                  |                                                             | samisk träskopa                                                     |  |
| Norge                  | Norje                   |                                                             |                                                                     |  |
| normen                 | norrmän                 |                                                             |                                                                     |  |
| nubben                 | nubben                  |                                                             |                                                                     |  |
| Oden                   | oden                    |                                                             |                                                                     |  |
| O:na                   | ona                     |                                                             | isränna                                                             |  |
| Onan                   | onan                    |                                                             | isrännan                                                            |  |
| oret                   | orätt                   |                                                             |                                                                     |  |
| packen                 | packen                  | grupperna av slödder                                        | balen, bunten                                                       |  |
| Pallas                 | pallas                  |                                                             |                                                                     |  |
| pajas                  | pajas                   |                                                             | förstöras                                                           |  |
| Palmers                | palmers                 |                                                             |                                                                     |  |
| panter                 | panter                  |                                                             |                                                                     |  |
| patten                 | patten                  |                                                             |                                                                     |  |
| peket                  | peket                   | pekoralet                                                   | bogsprötet                                                          |  |
| Polen                  | pålen                   |                                                             |                                                                     |  |
| pollen                 | pållen                  |                                                             |                                                                     |  |
| posen                  | påsen                   |                                                             |                                                                     |  |
| perser                 | pärser                  |                                                             |                                                                     |  |
| PUKen                  | puken                   |                                                             | ond ande                                                            |  |
| radar                  | radar                   |                                                             |                                                                     |  |
| Ramses                 | Ramsays                 | farao                                                       | s‑genitiv av namnet på adliga ätten Ramsay                          |  |
| raster                 | raster                  |                                                             |                                                                     |  |
| regel                  | regel                   |                                                             |                                                                     |  |
| resen                  | resen                   | vedstaplar för kolning (bestämd form)                       |                                                                     |  |
| rivet                  | rivet                   |                                                             |                                                                     |  |
| roller                 | roller                  | rulle att måla med                                          |                                                                     |  |
| rosten                 | rosten                  |                                                             | rostningsmalmhögen                                                  |  |
| roten                  | roten                   |                                                             |                                                                     |  |
| rutten                 | rutten                  |                                                             |                                                                     |  |
| rågen                  | rågen                   |                                                             | överflödet                                                          |  |
| Roger                  | råger                   |                                                             | rågsorter                                                           |  |
| roma; Roma             | råma                    |                                                             |                                                                     |  |
| råna                   | råna                    | skogsråna; rådjurshonorna                                   |                                                                     |  |
| räcken                 | räcken                  | gymnastikredskapen                                          | vägräcken, trappräcken                                              |  |
| räcket                 | räcket                  |                                                             |                                                                     |  |
| rädder                 | redder                  | stark adjektivböjning (relikt av maskulinum nominativ)      |                                                                     |  |
| röna                   | röna                    |                                                             |                                                                     |  |
| sabbat                 | sabbat                  |                                                             | förstört                                                            |  |
| saker                  | saker                   | skyldig                                                     |                                                                     |  |
| ceder; seder           | seder                   |                                                             |                                                                     |  |
| selen                  | selen                   | lugnvattnen                                                 |                                                                     |  |
| C:na                   | sena                    |                                                             |                                                                     |  |
| sena                   | sena                    | att vara sen                                                | förbinder muskler med skelettet                                     |  |
| sikten                 | sikten                  |                                                             |                                                                     |  |
| skallen                | skallen                 | hundens läten                                               |                                                                     |  |
| skaten                 | skaten                  | spelkortstalongen                                           | trädtoppen                                                          |  |
| skeden                 | skeden                  |                                                             |                                                                     |  |
| skiftet                | skiftet                 |                                                             | bytet, förändringen                                                 |  |
| skiften                | skiften                 |                                                             | bytena, förändringarna                                              |  |
| skiten                 | skiten                  |                                                             | oftare sketen                                                       |  |
| skjuten                | skjuten                 |                                                             |                                                                     |  |
| skjutet                | skjutet                 |                                                             |                                                                     |  |
| skotten                | skotten                 |                                                             |                                                                     |  |
| skuren                 | skuren                  |                                                             |                                                                     |  |
| skytten                | skytten                 | bestämd form av skytt                                       | plural av skytte                                                    |  |
| skänker                | skänker                 | ger                                                         | gåvor                                                               |  |
| slagen                 | slagen                  |                                                             | misshandlad, besegrad                                               |  |
| slaget                 | slaget                  |                                                             | misshandlat, besegrat (particip)                                    |  |
| slitet                 | slitet                  |                                                             |                                                                     |  |
| sluten                 | sluten                  |                                                             |                                                                     |  |
| slutet                 | slutet                  |                                                             |                                                                     |  |
| släkten                | släkten                 |                                                             |                                                                     |  |
| Snoddas                | snoddas                 |                                                             | det stulnas (”Det snoddas [stulnas] värde var…)                     |  |
| snuten                 | snuten                  | polisen (slang)                                             |                                                                     |  |
| zoona                  | sona                    |                                                             |                                                                     |  |
| socen                  | sossen                  |                                                             |                                                                     |  |
| spaden                 | spaden                  |                                                             |                                                                     |  |
| spana                  | spana                   |                                                             |                                                                     |  |
| stegen                 | stegen                  |                                                             |                                                                     |  |
| stigen                 | stigen                  |                                                             |                                                                     |  |
| stommen                | stommen                 | prästlönestället                                            |                                                                     |  |
| strider                | strider                 |                                                             |                                                                     |  |
| stråken; Stråken       | stråken                 |                                                             |                                                                     |  |
| stubben                | stubben                 |                                                             |                                                                     |  |
| stucken                | stucken                 |                                                             |                                                                     |  |
| ställen                | ställen                 |                                                             |                                                                     |  |
| stället                | stället                 |                                                             |                                                                     |  |
| sugen                  | sugen                   | salivsugen                                                  | lysten                                                              |  |
| suget                  | suget                   | dragningen                                                  |                                                                     |  |
| supen                  | supen                   |                                                             | av supa: nedsupen                                                   |  |
| svalen                 | svalen                  |                                                             |                                                                     |  |
| svennen                | svennen                 | väpnare                                                     | etnisk svensk                                                       |  |
| Sverige                | svärje                  |                                                             | presens konjunktiv av svärja                                        |  |
| såten                  | såten                   | jaktområde                                                  | liten stack                                                         |  |
| säden                  | säden                   |                                                             | flera utsäden                                                       |  |
| cellen                 | sällen                  |                                                             |                                                                     |  |
| tagen                  | tagen                   |                                                             |                                                                     |  |
| taget                  | taget                   |                                                             |                                                                     |  |
| tanken                 | tanken                  |                                                             |                                                                     |  |
| tassen                 | tassen                  |                                                             | vargen                                                              |  |
| T:na                   | tena                    |                                                             | fiskeredskap                                                        |  |
| toner                  | toner                   | skrivarfärg                                                 | musik                                                               |  |
| traven                 | traven                  | hästgångarten: hjälp på traven; (typen av) korsblommig växt | bestämd form av trave (en stapel, av t.ex. ved)                     |  |
| träden                 | träden                  |                                                             |                                                                     |  |
| trädet                 | trädet                  |                                                             |                                                                     |  |
| träna                  | träna                   | talspråklig bestämd plural av träd (eller av trä)           | idka träning                                                        |  |
| tomten                 | tomten                  |                                                             |                                                                     |  |
| tummen                 | tummen                  | längdmåttet                                                 |                                                                     |  |
| tecken                 | täcken                  |                                                             |                                                                     |  |
| udden                  | udden                   |                                                             |                                                                     |  |
| af Ugglas              | ugglas                  |                                                             |                                                                     |  |
| uppför                 | uppför                  | uppåt i backe                                               | presens/imperativ av uppföra                                        |  |
| utför                  | utför                   | nedåt i backe                                               | presens/imperativ av utföra                                         |  |
| vaken                  | vaken                   |                                                             |                                                                     |  |
| Valar                  | valar                   |                                                             |                                                                     |  |
| valen                  | valen                   |                                                             | steldomnad                                                          |  |
| vanten                 | vanten                  | bestämd form plural av vant, vajer på båt                   |                                                                     |  |
| vasen                  | vasen                   |                                                             |                                                                     |  |
| vetten                 | vetten; vätten          | bestämd form pluralis av vett                               |                                                                     |  |
| viken                  | viken                   |                                                             |                                                                     |  |
| viner                  | viner                   |                                                             |                                                                     |  |
| vina                   | vina                    | bestämd form pluralis av vi, helgedom                       |                                                                     |  |
| vreden                 | vreden                  |                                                             |                                                                     |  |
| värden; världen        | värden                  |                                                             |                                                                     |  |
| Åbo                    | åbo                     |                                                             | besittningrättsinnehavare                                           |  |
| åsen                   | åsen                    |                                                             |                                                                     |  |
| Oskar                  | åskar                   |                                                             |                                                                     |  |
| N:en                   | ännen                   |                                                             | bestämd form pluralis av änne (panna)                               |  |
| etter                  | ätter                   | etter värre; giftig vätska                                  |                                                                     |  |
| ödet                   | ödet                    | jordagods                                                   |                                                                     |  |
| ören                   | ören                    | grovt grus                                                  |                                                                     |  |
| öret                   | öret                    | alternativ bestämd form                                     |                                                                     |  |